# Stegania postrecta
Stegania postrecta là một loài bướm đêm trong họ Geometridae.